# Харлан, Файт
Файт Харлан (нем. Veit Harlan; 22 сентября 1899[…], Берлин — 13 апреля 1964[…], Капри, Кампания) — немецкий актёр, режиссёр театра и кино.

## Биография
Родился 22 сентября 1899 года в Берлине в семье писателя и драматурга Вальтера Харлана (1867—1931). Ещё будучи учеником реальной гимназии, выступал в качестве статиста на сцене Немецкого театра и Камерного театра. Посещал актёрский семинар Макса Рейнхардта. В 1915 году получил первые небольшие роли, выступал в качестве ассистента кинорежиссёра Макса Мака. В конце 1916 года записался добровольцем в армию, служил на Западном фронте во Франции.
В 1919 году был актёром-волонтёром Фольксбюне в Берлине. В 1922 году женился на актрисе Доре Герсон, работал актёром в провинции. Брак вскоре распался. Позднее Дора Герсон и вся её семья стали жертвами Холокоста, её письма Харлану с просьбой о защите остались без ответа.
В 1924 году поступил в труппу Прусского государственного театра в Берлине. Некоторое время был членом Социал-демократической партии Германии. В 1926 году дебютировал в кино.
В 1929 году женился на актрисе Хильде Кёрбер. От этого брака родились трое детей — кинорежиссёр и писатель Томас Харлан (1929—2010), впоследствии активный антифашист, из-за чего конфликтовал с отцом, а также актриса Мария Кёрбер (род. 1930) и Сюзанна Кёрбер. Его племянница Кристиана — жена Стэнли Кубрика.
В 1934 году стал режиссёром Театра на Шиффбауэрдамм. В 1935 году дебютировал как кинорежиссёр.
В 1937 году снял вольную экранизацию драмы «Перед заходом солнца» Герхарта Гауптмана — фильм «Властелин» с Эмилем Яннингсом в главной роли и в качестве художественного руководителя. С этим фильмом, в сюжете которого нашел своё выражение «принцип фюрера», стал ведущим режиссёром Третьего рейха.
В 1940 году на экраны вышел его «Еврей Зюсс» («Антисемитский фильм, какой мы только можем себе пожелать», — записал Геббельс в дневник 18 августа 1940 года), а в 1942 году — «Великий король», на тот период самая дорогая немецкая постановка с участием 15 тыс. статистов (этот фильм получил Кубок Муссолини за лучший иностранный фильм на 10-м Венецианском кинофестивале 1942 года).
4 марта 1943 года получил звание профессора.
Из девяти полнометражных цветных фильмов, снятых в Германии до 1945 года по системе Agfacolor, четыре были поставлены Харланом: «Золотой город» (Die goldene Stadt, 1942), «Иммензе» (Immensee, 1943), «Жертвенный путь» (Opfergang, 1944) и «Кольберг» (Kolberg, 1945). В съёмках массовых сцен пропагандистского фильма «Кольберг» участвовали воинские подразделения вермахта и Русской освободительной армии генерала Власова. Этот «тотальный фильм» о «тотальной войне» до недавнего времени оставался самой дорогостоящей немецкой кинопостановкой.
На момент окончания Второй мировой войны Харлан находился в Гамбурге. В 1947—1948 годах он анонимно ставил спектакли, в которых играла его жена Кристина Зёдербаум. Поданная им заявка на «денацификацию» осталась без рассмотрения. Как режиссёра фильма «Еврей Зюсс» его обвинили в «преступлении против человечности». Однако на двух судебных процессах — в марте-апреле 1949 года в Гамбурге и в марте-апреле 1950 года в Берлине — суд вынес оправдательный приговор.
Демонстрация его первого послевоенного фильма «Бессмертная возлюбленная» привела к протестам во многих городах ФРГ. Последовал ряд судебных процессов против гамбургского публициста Эриха Люта, призвавшего к бойкоту фильма. Однако всё это не помешало Харлану, который поселился в Мюнхене, снова укрепить свои позиции в качестве режиссёра.
Файт Харлан, который за два месяца до смерти перешёл в католичество, умер 13 апреля 1964 года на Капри от воспаления лёгких. Похоронен на Капри.

## Фильмография

### Режиссёр
- 1936 — Скандал во флигеле / Krach im Hinterhaus
- 1936 — Усталый Теодор / Der müde Theodor
- 1936 — Фройляйн Вероника / Fräulein Veronika
- 1936 — Мария, служанка / Maria, die Magd
- 1937 — Крейцерова соната / Kreutzersonate
- 1937 — Властелин / Der Herrscher
- 1937 — Мой сын, господин министр / Mein Sohn, der Herr Minister
- 1938 — Юность / Jugend
- 1938 — Занесённые следы / Verwehte Spuren
- 1939 — Бессмертное сердце / Das unsterbliche Herz
- 1939 — Поездка в Тильзит / Die Reise nach Tilsit
- 1940 — Еврей Зюсс / Jud Süß
- 1941 — Педро должен висеть / Pedro soll hängen
- 1942 — Великий король / Der große König
- 1942 — Золотой город / Die goldene Stadt
- 1943 — Иммензе / Immensee
- 1944 — Жертвенный путь / Opfergang
- 1945 — Кольберг / Kolberg
- 1951 — Бессмертная возлюбленная / Unsterbliche Geliebte
- 1951 — Ханна Амон / Hanna Amon
- 1953 — Голубой час / Die blaue Stunde
- 1954 — Звёзды над Коломбо / Sterne über Colombo
- 1954 — Пленница Магараджи / Die Gefangene des Maharadscha
- 1955 — Предательство Германии (Дело д-ра Зорге) / Verrat an Deutschland (Der Fall Dr. Sorge)
- 1957 — Иначе, чем ты и я / Anders als du und ich
- 1958 — Это была первая любовь / Es war die erste Liebe
- 1958 — Любовь может быть, как яд / Liebe kann wie Gift sein
- 1958 — Я буду носить тебя на руках / Ich werde dich auf Händen tragen
- 1962 — Блондинка Магараджи / Die Blonde Frau des Maharadscha

## Образ в кино
- «„Еврей Зюсс“ – фильм как преступление?» (Германия, 2001), режиссёр Хорст Кёнигштайн[нем.], в роли Харлана — Аксель Мильберг[нем.]
- «Еврей Зюсс» (Германия, 2010), режиссёр Оскар Рёлер, в роли Харлана — Юстус фон Донаньи
- «Фюрер и растлитель[нем.]» (Германия, 2024), режиссёр Йоахим Ланг, в роли Харлана Кристоф Франкен[нем.]